# Mikrotransaktion
Mikrotransaktioner, nogle gange forkortet mtx, er en forretningsmodel, hvor brugere kan købe virtuelle goder med mikrobetalinger i spillet. Mikrotransaktioner bruges ofte i free-to-play-spil for at give en indkomststrøm til udviklerne. Mens mikrotransaktioner er en fast bestanddel af markedet for mobilapplikation, så benyttes de også i PC-software som Valves Steams digitale distributionsplatform og på spilkonsoller.
Free-to-play-spil der inkluderer mikrotransaktioner omtales nogle gange som "freemium". En anden betegnelse, "pay-to-win", bruges også nogle gange nedsættende om spil hvor man ved at tilkøbe genstande i spillet kan give spilleren en fordel overfor andre spiller, særligt hvis disse genstande ikke kan skaffes uden at betale for dem. Formålet med en free-to-play mikrotransaktions-model er at involvere spillerne mere i spillet ved at tilbyde dem eftertragtede genstande eller funktioner, som spillerne kan købe, hvis de ikke har evnerne eller tiden til at opnå disse ting i et normalt spil.
Årsagen til at folk, særligt børn, fortsætter med at betale for mikrotransaktioner er en del af den menneskelige psykologi. Der er omfattende diskussioner om mikrotransaktioner og deres effekt på børn som regulering og lovgivning. Mikrotransaktioner tilbydes normalt via en interface placeret i appen, hvor de sælges. Apple tilbyder "in-app purchases" for til at igangsætte og behandle transaktioner. Googles pendant kaldes "in-app billing", og er navngivet mere i efter udviklerens synspunkt. Apple og Google tager begge 30% af omsætningen der genereres for mikrotransaktioner, der sælges i deres tjenester på de respektive app stores. Steam tilbyder mikrotransaktioner i deres spil på platformen via Steamworks SDK.